# Manuel Iborra
Manuel Iborra Martínez (Alicante, 1952) es un director de cine español.

## Biografía
Estudió en la Universidad Complutense de Madrid, donde se licenció en Ciencias de la Información, por la rama de Imagen. Estudió en el TEI (Teatro Experimental Independiente). 
Se casó en 1981 con la actriz Verónica Forqué, de quien se separó en 2014. Tuvieron una hija en común, de nombre María Clara Iborra Forqué, pintora, que también es actriz y que ha protagonizado la película The LeftLovers, dirigida por su padre.

## Filmografía

### Cortometrajes
- El gran Freddy Ortigosa1978.

### Largometrajes
- Tres por cuatro, 1981.
- Caín, 1986.
- El baile del pato, 1988.
- Orquesta Club Virginia, 1992.
- El tiempo de la felicidad, 1997.
- Pepe Guindo, 1999.
- Clara y Elena, 2001.
- La dama boba, 2006.
- The Leftlovers, 2014
- La fiesta de los locos, 2016 (documental)
- 2015 2016, 2016 (documental)
- La rosa y el viento 2019 (creación colectiva)
- La Club Virginia, 2020 (documental)
- Cohen y yo, 2021
- La soledad del director de fondo,  2022 (documental)
- El cielo,  2022 (pieza)
- La esquina,  2022 (pieza)
- Las calles, 2023 (pieza)
- La clase de guitarra, 2024 (pieza)
- El desayuno, 2024
- Los productores, 2024 (documental)
- Les Rambles,   2025  (documental)

### Televisión
- La mujer de tu vida: La mujer vacía, 1992.
- Pepa y Pepe, 1994.
- ¡Ay, Carmela!, 1996
- La vida de Rita, 2003.

### Teatro
- Shirley Valentine, 2012
- Orquesta Club Virginia, 2013

## Libros
En 2014 publicó su primer libro, La calle más bonita del mundo.